# Adrian Andreew
Adrian Andreew, bułg. Адриан Андреев (ur. 12 maja 2001 w Sofii) – bułgarski tenisista, triumfator juniorskiego US Open 2018 w grze podwójnej, reprezentant kraju w rozgrywkach Pucharu Davisa.

## Kariera tenisowa
Podczas swojej kariery wygrał dwa singlowe turnieje rangi ITF. 
W 2018 roku, startując w parze z Antonem Matusevichem zwyciężył w finale juniorskiego US Open w grze podwójnej. W decydującym meczu Andreew i Matusevich pokonali Emilio Navę oraz Axela Nefve'a. 
W tym samym sezonie, podczas igrzysk olimpijskich młodzieży zdobył srebrny medal w grze podwójnej. Startując w parze z Rinkym Hijikatą przegrał w finale z Sebastiánem Báezem i Facundo Díazem Acostą.
W rankingu gry pojedynczej najwyżej był na 319. miejscu (13 września 2021), a w klasyfikacji gry podwójnej na 980. pozycji (25 października 2021). 

### Finały juniorskich turniejów wielkoszlemowych w grze podwójnej (1-0)
| Końcowy wynik | Nr | Data            | Turniej            | Nawierzchnia | Partner          | Przeciwnicy            | Wynik finału   |
| ------------- | -- | --------------- | ------------------ | ------------ | ---------------- | ---------------------- | -------------- |
| Zwycięzca     | 1. | 9 września 2018 | US Open, Nowy Jork | Twarda       | Anton Matusevich | Emilio Nava Axel Nefve | 6:2, 2:6, 10−8 |